# Roméo et Juliette
Roméo et Juliette er en fransk stumfilm fra 1900 af Clément Maurice.